# سیارک ۳۴۷
سیارک ۳۴۷ (به انگلیسی: 347 Pariana، نامگذاری:1892Q) سیصد و چهل و هفتمین سیارک کشف شده‌است که در ۲۸ نوامبر ۱۸۹۲ و در نیس کشف شد.
قدر مطلق سیارک برابر ۸٫۹۰ است.